# Giuseppe Lanzetta
Giuseppe Lanzetta (Montecorvino Rovella, 7 ottobre 1960) è un direttore d'orchestra italiano.
Fondatore e direttore stabile dell'Orchestra da Camera Fiorentina, è titolare della cattedra di Esercitazioni orchestrali al Conservatorio Cherubini di Firenze.

## Biografia
Diplomato in Musica corale e direzione di coro, polifonia vocale sacra sotto la guida di Pierluigi Zangelmi, in strumentazione per banda con Lorenzo Semeraro al Conservatorio Luigi Cherubini di Firenze, dove ha studiato composizione con Franco Cioci. Ha studiato direzione d'orchestra con Bruno Campanella e Georg Solti, dei quali è stato assistente, perfezionandosi infine con Franco Ferrara a Roma, Assisi, Verona e all'Accademia Musicale Chigiana di Siena. Ha studiato direzione di coro con i maestri bulgari George Robef e Samuil Vidas. Titolare della cattedra di esercitazioni orchestrali al Conservatorio Luigi Cherubini di Firenze, è stato in passato anche fra i principali docenti del Florence Conducting Masterclass, ovvero corsi internazionali di direzione d'orchestra con sede a Firenze rivolto ai giovani direttori di tutto il mondo e che ha visto nella edizione del 2012 giovani provenienti da Germania, Paesi Bassi, Bielorussia, Spagna, Perù, Argentina, Portogallo, Giappone, Austria, Repubblica di Singapore, Stati Uniti ed Italia.
Nel 1981 fonda a Firenze, l'Orchestra da Camera Fiorentina che conta 35 elementi in organico costituiti da fiati ed archi. Con l'Orchestra da Camera Fiorentina Lanzetta tiene concerti in Italia, in Europa ed in diversi paesi extraeuropei. Debutta in campo internazionale nel 2003 a Berlino con la Berliner Symphoniker. Nel 2006, 2008 e 2009 è la volta della Carnegie Hall di New York. Dal 1987 è ospite di molte orchestre di Città del Messico. Composizioni sinfoniche e cameristiche sono state eseguite dalla RAI.  Alcune fra le orchestre da lui dirette sono: La Wiener Residenzorchester che nella sezione storia del suo sito definisce Lanzetta come uno dei direttori più prestigiosi, l'orchestra Sinfonica di Bacau e quella di Novi Sad in Austria, L'Orchestra da Camera di Israele, La Philharmonica Ucraina di Donetzk, l'Orchestra di Stato di Craiova (Romania), L'Orchestra Sinfonica di Mosca,  La Toronto Symphony, La Joensu Philharmonich (Finlandia), La Aaken Sinfonie Orchester e Wroclaw Philharmonic (Polonia), la Hermitage di San Pietroburgo, La Borusan Istanbul Philharmonic Orchestra (Turchia). Ha diretto famosi cori come quello del Teatro Comunale di Firenze ed il Coro internazionale di Lovanio  (Belgio) e il Coro Madrigale di Bucarest. In Italia ha diretto: l'Orchestra regionale toscana, L'Orchestra "I Solisti fiorentini" del Maggio Musicale Fiorentino, Ensemble dell'Orchestra dell'Accademia di Santa Cecilia, l'Orchestra della Gioventù musicale d'Italia, l'Orchestra da Camera Romana e quella Veronese, Orchestra dei Pomeriggi Musicali di Milano, Orchestra sinfonica di Sanremo. Lanzetta è anche presidente onorario della sede fiorentina Associazione Mozart Italia.

## L'Orchestra da Camera Fiorentina
Nel 1981 Giuseppe Lanzetta amplia l'orchestra, già precedentemente fondata da Giovanni Tanzini, e la rifonda come Orchestra da Camera Fiorentina diventandone direttore stabile e puntando sulla musica sinfonica e da camera. L'orchestra è composta da 40 elementi di cui 35 effettivi con esecutori di archi e fiati. In pochi anni l'orchestra oltre ad essere considerata una importante componente della vita culturale di Firenze e della Toscana si impone all'attenzione della musica classica italiana, europea ed extraeuropea in particolar modo in Messico e Stati Uniti. L'orchestra partecipa anche a molti festival musicali: il 3ª Gran Festival di Città del Messico 1991, il 6º Festival Internazionale di Musica di Morelia 1994, il 42º Festival Internazionale di Santander, il 4º Festival Internazionale di Gandia in Spagna, nel 1993. In quasi trent'anni Giuseppe Lanzetta e la sua orchestra hanno eseguito 980 concerti per un totale di 15 tournée internazionali. Altri 350, sono stati invece, i concerti tenuti in Italia. L'orchestra ha al suo attivo 1350 concerti.  Si è esibita con molti solisti e complessi ospiti, fra cui Christiane Edinger, Jorge Demus, Eduard Brunner, David Garrett, Aldo Ciccolini, Rolando Panerai, Umberto Clerici, Gary Karr, Andrea Nannoni, Filippo Maria Bressan, Ilya Grubert, L'Athestis Chorus, Il Coro del Maggio Musicale Fiorentino, l'Orchestra da Camera dei Berliner Philharmoniker, Cameristi del Maggio Musicale Fiorentino, Ensemble dell'Orchestra dell'Accademia Nazionale di Santa Cecilia e i solisti della Teatro alla Scala di Milano. Ha inoltre invitato direttori d'orchestra provenienti da tutto il mondo, complessi cameristici e orchestre da camera, ed ha inciso diversi CD. L'orchestra ha sede a Firenze esibendosi in diverse sedi della città, oltre a quella sua propria, fra cui sedi particolari come la Chiesa di Orsanmichele e il Cortile del Museo Nazionale del Bargello. L'Orchestra è finanziata dall'Assessorato alla Cultura del Comune di Firenze e dalla Regione Toscana come anche il Ministero per i Beni e le Attività Culturali, enti pubblici e privati. L'orchestra è stata definita una delle migliori Orchestre da Camera europee.

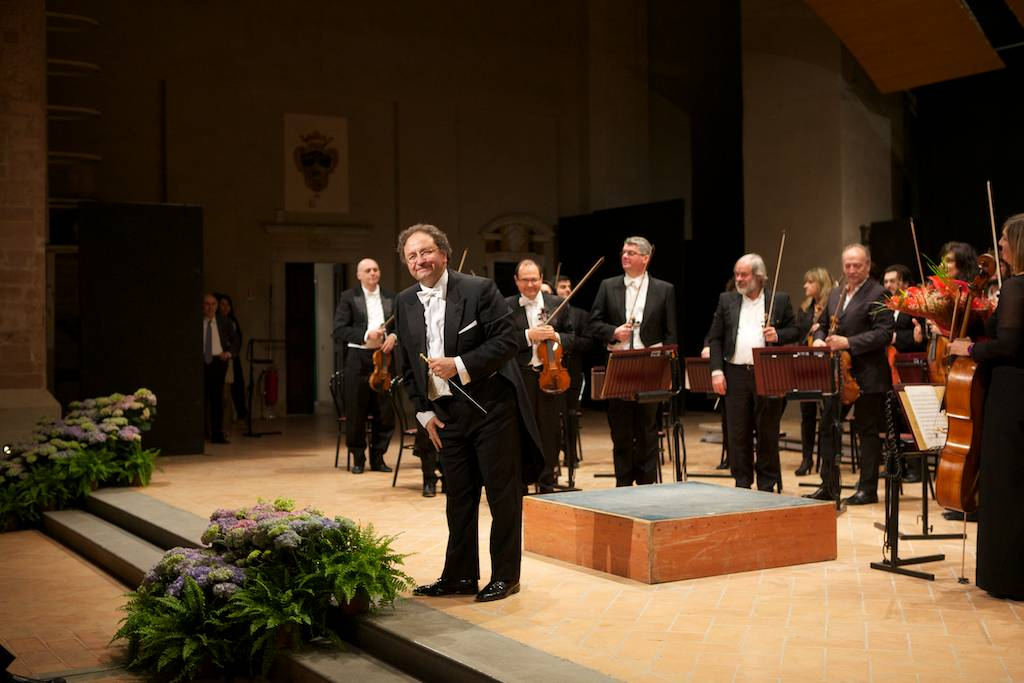
Giuseppe Lanzetta e l'Orchestra da Camera Fiorentina

## Discografia
- G. Rossini Il Barbiere di Siviglia (Ouverture)
- G. Lanzetta Trio in Lab maggiore per archi
- G. Lanzetta Concerto in Sol minore per pianoforte archi e timpani
- W.A. Mozart Concerto per flauto e orchestra in Re maggiore n.2 k.314
- W.A. Mozart Andante in Do maggiore per flauto e orchestra k.315
- W.A. Mozart Sinfonia n.41 in Do maggiore k.551 "Jupiter"
- W.A. Mozart Concerto in Sol maggiore n.3 per violino e orchestra
- W.A. Mozart Concerto in Mi maggiore k.261 per violino e orchestra
- W.A. Mozart Sinfonia in La maggiore n.29 k.201
- W.A. Mozart Concerto in La Maggiore n.5 per violino e orchestra k.219
- W.A. Mozart Adagio in Mi maggiore k.261 per violino e orchestra
- W.A. Mozart Requiem in Re minore k.626 per soli coro e orchestra
- W.A. Mozart "Lo sposo deluso" Ouverture k.430
- W.A. Mozart Concerto in La maggiore n.5 per violino e orchestra k.219
- W.A. Mozart Sinfonia n.38 in Re maggiore "Praga" k.504
- W.A. Mozart Lucio Silla k.v.135 (Ouverture)
- W.A. Mozart Concerto n.21 in Do maggiore per pianoforte e orchestra k.467
- W.A. Mozart Dalla sonata in La maggiore k.311 "Alla turca"
- W.A. Mozart Sinfonia in Do Maggiore n.36 k.v.425 "Linzer"
- W.A. Mozart Divertimento in Re maggiore k.251
- W.A. Mozart "La finta Giardiniera" Ouverture
- W.A. Mozart Dalla Sinfonia n.29
- W.A. Mozart Sinfonia n.40 in Sol minore k.550
- W.A. Mozart Concerto in Sol maggiore n.3 per violino e orchestra
- L.V. Beethoven Sinfonia n.6 in Fa maggiore Op.68 "Pastorale"
- L.V. Beethoven Concerto n.3 per pianoforte e orchestra in Do minore
- L.V. Beethoven Sinfonia n.7 in La maggiore op.92
- L.V. Beethoven Concerto in Re maggiore Op.61 per violino e orchestra
- L.V. Beethoven Sinfonia n.8 in Fa maggiore Op.93
- L.V. Beethoven Concerto n.3 in Do minore per pianoforte e orchestra
- L.V. Beethoven Concerto n.1 in Do maggiore per pianoforte e orchestra
- Antonio Vivaldi Concerto in Mi maggiore "La Primavera"
- Antonio Vivaldi Concerto in Sol minore "L'Estate
- Antonio Vivaldi Concerto in Fa maggiore "L'Autunno"
- Antonio Vivaldi Concerto in Fa minore "L'Inverno"
- Antonio Vivaldi Concerto in Mi maggiore "La Primavera"
- J.S. Bach Suite n.2 in Si minore per flauto e archi
- J.S. Bach Concerti Brandeburghesi
- F. Mendelsshon B. Concerto in Mi minore Op.64 per violino e orchestra
- F. Mendelsshon B. Sinfonia n.4 op.90 in La maggiore "Italiana"
- H.W. Ernst Rondò Papageno Op.20 per violino e orchestra
- Samuel Barber Adagio per Archi
- Eduard Grieg Holberg Suite
- G. Bizet Fantasia brillante su Carmen per flauto e orchestra
- P.I. Tchaykovsky Serenata in Do maggiore per archi
- P.I. Tchaikovsky Sinfonia n.4 Op.36 in Fa minore
- F. Schubert Sinfonia n.8 in Si minore "Incompiuta"
- R. Liebermann "Furioso" per orchestra
- N. Paganini Concerto n.2 in Si minore per violino e orchestra
- C. Valentini Colori del Crepuscolo

## Giudizi critici nazionali ed internazionali su Lanzetta e la sua orchestra
Giudizi critici positivi sono stati espressi su Giuseppe Lanzetta e la sua Orchestra. Alcuni di questi sono riportati da Price - Rubin & Partners di Phoenix in Arizona che riporta quelli di Al-Haram e quelli sulle esecuzioni a Santa Rosa e Sacramento in California e alcune per esecuzioni tenute in Italia. Molti video di Lanzetta e la sua orchestra appaiono nella nota rivista britannica New Musical Express  nella sua edizione on line.

## Onorificenze, riconoscimenti e nomine
- 2005 Firenze, Medaglia Beato Angelico dalla Fondazione per l'Arte e la Musica Beato Angelico
- 2006 Firenze, Premio Firenze per la Musica e l'Arte dal Comune di Firenze
- 2010 Parigi, Premio alla carriera Una vita per la musica dal Teatro Lirico dalla Opéra National de Paris (23 marzo 2010)
- 2013 Firenze, Premio Fondazione Galileo. Premio speciale per la capacità di sperimentare nuove ed innovative soluzioni nelle esecuzioni d'orchestra
- 2013 New York, Nomina a direttore ospite principale per le produzioni della MidAmerica Productions che realizza la quasi totalità dei suoi concerti alla Carnegie Hall e al Lincoln Center di New York, da aprile 2013 a aprile 2015, con ulteriore conferma di quattro anni, dal 2016 al 2020[33][34][35][36].